# Dielektryk Hopfielda
Dielektryk Hopfielda – w mechanice kwantowej model dielektryka składającego się z kwantowych oscylatorów harmonicznych oddziałujących z modami kwantowego pola elektromagnetycznego.
Oddziaływanie kolektywne modów polaryzacji ładunku ze wzbudzeniami próżni, fotonami prowadzi do zaburzenia liniowej relacji dyspersji fotonów oraz stałej dyspersji fal ładunku poprzez uniknięcie przecięcia między dwiema liniami dyspersji polarytonów. Podobnie do fononów akustycznych i optycznych daleko od rezonansu jedna gałąź dyspersji zachowuje się jak fotony a druga jak fale ładunku. Matematycznie dielektryk Hopfielda dla jednego modu wzbudzeń jest równoważny paczce Trojanskiej w przybliżeniu harmonicznym. Model Hopielda dielektryka przewiduje istnienie wiecznie związanych fotonów podobnych do promieniowania Hawkinga wewnątrz materii o gęstości proporcjonalnej do siły sprzężenia pomiędzy polem i materią.

## Teoria
Hamiltonian skwantowanego dielektryka Lorentza składającego się z {\displaystyle N} oscylatorów harmonicznych oddziałujących z kwantowym polem elektromagnetycznym może być zapisany w przybliżeniu dipolowym jako:
{\displaystyle H=\sum \limits _{A=1}^{N}{\frac {{p_{A}}^{2}}{2m}}+{\frac {m\omega ^{2}}{2}}{x_{A}}^{2}-e{x_{A}}\cdot E(r_{A})+\sum \limits _{\lambda =1}^{2}\int d^{3}ka_{\lambda k}^{+}a_{\lambda k}\hbar ck,}
gdzie:
{\displaystyle E(r_{A})={\frac {i}{L^{3}}}\sum \limits _{\lambda =1}^{2}\int d^{3}k\left[{\frac {ck}{2\epsilon _{0}}}\right]^{\frac {1}{2}}[e_{\lambda }(k)a_{\lambda }(k)\exp(ikr_{A})-H.C.]}
jest operatorem pola elektrycznego działającym w punkcie położenia {\displaystyle r_{A}.}
Wyrażając go przy pomocy operatorów kreacji i anihilacji oscylatorów harmonicznych otrzymujemy
{\displaystyle H=\sum \limits _{A=1}^{N}(a_{A}^{+}\cdot a_{A})\hbar \omega -{\frac {e}{{\sqrt {2}}\beta }}(a_{A}+{a_{A}}^{+})\cdot E(r_{A})+\sum _{\lambda }\sum _{k}a_{\lambda k}^{+}a_{\lambda k}\hbar ck.}
Zakładając, że oscylatory położone są na węzłach jakiejś regularnej sieci krystalicznej ciała stałego i stosując polarytonową transformatę Fouriera
{\displaystyle B_{k}^{+}={\frac {1}{\sqrt {N}}}\sum \limits _{A=1}^{N}\exp(ikr_{A})a_{A}^{+},}
{\displaystyle B_{k}={\frac {1}{\sqrt {N}}}\sum \limits _{A=1}^{N}\exp(-ikr_{A})a_{A}}
oraz definiując rzuty fal ładunku oscylatorów na kierunki polaryzacji pola elektromagnetycznego
{\displaystyle B_{\lambda k}^{+}=e_{\lambda }(k)\cdot B_{k}^{+},}
{\displaystyle B_{\lambda k}=e_{\lambda }(k)\cdot B_{k},}
po pominięciu wkładów podłużnych nie oddziałujących z polem elektromagnetycznym możemy uzyskać Hamiltonian Hopfielda
{\displaystyle H=\sum _{\lambda }\sum _{k}(B_{\lambda k}^{+}B_{\lambda k}+{\frac {1}{2}})\hbar \omega +\hbar cka_{\lambda k}^{+}a_{\lambda k}+{\frac {ie\hbar }{\sqrt {\epsilon _{0}m\omega }}}{\sqrt {\frac {N}{V}}}{\sqrt {ck}}[B_{\lambda k}a_{\lambda -k}+B_{\lambda k}^{+}a_{\lambda k}-B_{\lambda k}^{+}a_{\lambda -k}^{+}-B_{\lambda k}a_{\lambda k}^{+}].}
Ponieważ oddziaływanie nie miesza polaryzacji ten może być przekształcony do postaci normalnej z częstościami własnymi gałęzi polarytonowych
{\displaystyle H=\sum _{\lambda }\sum _{k}\left[\Omega _{+}(k)C_{\lambda +k}^{+}C_{\lambda +k}+\Omega _{-}(k)C_{\lambda -k}^{+}C_{\lambda -k}\right]+const}
z równaniem własnym
{\displaystyle [C_{\lambda \pm k},H]=\Omega _{\pm }(k)C_{\lambda \pm k},}
{\displaystyle C_{\lambda \pm k}=c_{1}a_{\lambda k}+c_{2}a_{\lambda -k}+c_{3}a_{\lambda k}^{+}+c_{4}a_{\lambda -k}^{+}+c_{5}B_{\lambda k}+c_{6}B_{\lambda -k}+c_{7}B_{\lambda k}^{+}+c_{8}B_{\lambda -k}^{+},}
gdzie:
{\displaystyle \Omega _{-}(k)^{2}={\frac {\omega ^{2}+\Omega ^{2}-{\sqrt {{(\omega ^{2}-\Omega ^{2})}^{2}+4g\omega ^{2}\Omega ^{2}}}}{2}},}
{\displaystyle \Omega _{+}(k)^{2}={\frac {\omega ^{2}+\Omega ^{2}+{\sqrt {{(\omega ^{2}-\Omega ^{2})}^{2}+4g\omega ^{2}\Omega ^{2}}}}{2}},}
z
{\displaystyle \Omega (k)=ck,}
(dyspersja fotonów w próżni)
i
{\displaystyle g={\frac {Ne^{2}}{Vm\epsilon _{0}\omega ^{2}}}}
jest bezwymiarową stałą sprzężenia proporcjonalną do gęstości {\displaystyle N/V} (ilości oscylatorów na jednostkę objętości) dielektryka z częstością Lorentza {\displaystyle \omega } (dyspersja fal ładunku w przybliżeniu ciasnego wiązania). Można zauważyć, że w odróżnieniu od próżni pola elektromagnetycznego bez materii wartość oczekiwana średniej liczby fotonów {\displaystyle <a_{\lambda k}^{+}a_{\lambda k}>} jest różna od zera w stanie podstawowym Hamlitoniamu polarytonowego {\displaystyle C_{k\pm }|\mathbf {0} >=0} podobnie do promieniowania Hawkinga w pobliżu czarnej dziury z powodu efektu Unruha-Daviesa. Można z łatwością zauważyć, że mniejsza częstość {\displaystyle \Omega _{-}} staje się urojona, kiedy stała sprzężenia przekracza wartość krytyczna {\displaystyle g>1,} co sugeruje, że dielektryk Hopfielda ulega nadpromienistej przemianie fazowej.